# Katharine Gun
Katharine Teresa Gun (eigentlich Gün, * 1974 als Katharine Teresa Harwood in Taiwan) ist eine ehemalige Übersetzerin im Dienst des britischen Government Communications Headquarters (GCHQ). Im Jahr 2003 trat sie als Whistleblowerin mit streng geheimen Unterlagen zu illegalen Aktivitäten während des Irakkrieges (auch Dritter Golfkrieg oder Zweiter Irakkrieg) im selben Jahr an die Öffentlichkeit. Die Dokumente beweisen, dass der US-Geheimdienst NSA mittels illegaler Abhöraktionen Informationen sammelte, um sechs stimmberechtigte Mitglieder der Vereinten Nationen zu erpressen, damit diese dem illegalen Angriffskrieg der USA gegen den Irak zustimmen.
Das von der britischen Justiz gegen Gun angestrengte Gerichtsverfahren wegen Verstoßes gegen den Official Secrets Act 1989 wurde am 25. Februar 2004 nach einer nur halbstündigen Verhandlung eingestellt, weil die Anklagebehörde keinerlei Beweismaterial vorlegte.
Für ihre Enthüllung wurde Gun im Jahr 2003 mit dem Whistleblowerpreis Sam Adams Award ausgezeichnet.

## Leben
Gun wurde als Kind britischer Eltern in Taiwan geboren, wo sie auch einen großen Teil ihrer Kindheit verbrachte. Später studierte sie an der University of Durham in England Japanisch und Chinesisch und begann nach ihrem Studium für das GCHQ als Übersetzerin zu arbeiten.
Einige Jahre vor 2019 zog Gun mit ihrem Ehemann und ihrer Tochter in die Türkei.

## Whistleblowerin
Am 31. Januar 2003 erhielt sie eine E-Mail vom NSA-Angestellten Frank Koza, dem Chief of Staff für „regionale Ziele“, in der das GCHQ um Amtshilfe bei der Übersetzung von Material aus der Überwachung und dem Abhören der Büros der Vereinten Nationen gebeten wurde, die durch das Wiener Übereinkommen über diplomatische Beziehungen von 1961, einem völkerrechtlichen Vertrag, als illegal deklariert ist. Der Befehl zur Sammlung und Auswertung lautete:

“[…] the whole gamut of information that could give US policymakers an edge in obtaining results favorable to US goals or to head off surprises.”

„[…] die gesamte Skala an Informationen, die US-Entscheidern einen Vorteil dabei verschaffen könnten, Ergebnisse im Einklang mit den Zielen der USA zu erreichen oder Überraschungen zu vermeiden.“

Betroffen waren die Staaten Angola, Bulgarien, Kamerun, Chile, Guinea und Pakistan, die zu diesem Zeitpunkt Stimmrecht im Sicherheitsrat der Vereinten Nationen hatten, von dem die Vereinigten Staaten den Angriffskrieg gegen den Irak legitimieren lassen wollten. Gun leitete den betreffenden Text an die Zeitung The Observer weiter. Bei der Erstveröffentlichung kam es zu einem Fauxpas seitens des Korrektorats: Die ursprünglich in amerikanischem Englisch verfasste E-Mail wurde ins britische Englisch übertragen und abgedruckt (beispielsweise favourable statt favorable oder emphasise statt emphasize). Später wurde dies korrigiert. Tage nach der Veröffentlichung im März wurde Gun verhaftet. In einer Botschaft an die Öffentlichkeit rechtfertigte sie die Veröffentlichung:

“[…] because they exposed serious illegality […] on the part of the US government who attempted to subvert our own security services; […] I have only ever followed my conscience.”

„[…], weil sie gravierende Illegalität auf Seiten der US-Regierung belegen, welche versuchte, unsere eigenen Geheimdienste zu untergraben […]. Ich bin immer nur meinem Gewissen gefolgt.“

Sie erhielt breite öffentliche Unterstützung durch einzelne Personen wie Whistleblower Daniel Ellsberg, Bürgerrechtler Jesse Jackson, Schauspieler Sean Penn sowie von Organisationen wie dem Institute for Public Accuracy und dem National Council for Civil Liberties.

### Anklage und Prozess
Die Anklage wegen Verstoßes gegen den ersten Absatz des Official Secrets Act 1989 erfolgte am 13. November 2003, die Eröffnung des Verfahrens am 25. Februar 2004. Gun plädierte auf „nicht schuldig“ und bekannte sich weiter öffentlich zu ihren Taten:

“I’m just baffled that in the 21st century we as human beings are still dropping bombs on each other as a means to resolve issues. […] my actions were necessary to prevent an illegal war in which thousands of Iraqi civilians and British soldiers would be killed or maimed.”

„Ich bin verblüfft darüber, dass wir Menschen im 21. Jahrhundert immer noch Bomben aufeinander werfen, um Probleme zu lösen. […] meine Handlungen waren notwendig, um einen illegalen Krieg zu verhindern, in dem tausende irakische Zivilisten und britische Soldaten getötet oder verstümmelt werden würden.“

Eine halbe Stunde nach Eröffnung wurde das Verfahren eingestellt, da die Anklagebehörde unter Lord Goldsmith keinerlei Beweise zu ihrer Position vorbrachte. Die Gründe hierfür sind unbekannt; gemeinhin wurde vermutet, dass ein im Sinne des GCHQ erfolgreich geführter Prozess die Veröffentlichung von weiteren geheimen Dokumenten oder politische Exposition mit sich gebracht hätte – zumal die Bevölkerung ohnehin kritisch gegenüber dem Irakkrieg eingestellt und eine Verurteilung durch eine Jury also unwahrscheinlich war.

### Nachspiel und Auswirkungen
Direkt gestärkt wurde besonders die Haltung von Diplomaten und Politikern aus Chile und Mexiko, die USA „arbeiteten regelmäßig mit schmutzigen Tricks“.

#### Veröffentlichung von Gun im Jahr 2006
Im Jahr 2006 veröffentlichte Gun den Text Iran: Time to Leak, in dem sie dazu auffordert, weiterhin geheime Dokumente zu Aktivitäten von öffentlichem Interesse zu veröffentlichen.

#### Interview von Gun im Jahr 2013
Im Jahr 2013 sagte Gun in einem Interview über ihr Whistleblowing:

“Still no regrets, but the more I think about what happened, the more angry and frustrated I get about the fact that nobody acted on intelligence. The more we find out that in fact the million-person march was a real cause of worry for Downing Street and for Blair personally, it makes you think we were so close and yet so far.”

„Ich bedauere es immer noch nicht, aber je mehr ich darüber nachdenke, was passiert ist, desto wütender und frustrierter werde ich darüber, dass niemand aufgrund der Erkenntnisse gehandelt hat. Je mehr wir herausfinden, dass die Million-Person-March-Demonstration der wahre Grund für die Sorge von Regierung und Tony Blair persönlich waren, desto mehr lässt das einen denken, dass wir so nah dran waren [am Erfolg] und doch so weit weg.“

#### Gun im Jahr 2019: Medien tragen eine gewisse Mitschuld
Der Deutschlandfunk schreibt am 14. November 2019 u. a.:
Anders als zum Beispiel Edward Snowden in den USA drohen Katharine Gun in ihrer Heimat aber keine juristischen Konsequenzen mehr. Es fällt ihr schwer nachzuvollziehen, warum Medien Whistleblower immer wieder mit unterschiedlichem Maß beurteilen.
„Warum werden einige als Whistleblower dargestellt und andere als Verräter? Zu einem gewissen Grad tragen die Medien die Mitschuld daran, dass die Reputation einiger Menschen beschädigt wurde.“

## Auszeichnung/Preis
2003: Sam Adams Award

## Verfilmung
Im Januar 2019 feierte die Verfilmung von Guns Aktivitäten unter dem Namen Official Secrets im Rahmen des Sundance Film Festivals ihre Premiere. In der Hauptrolle ist Keira Knightley zu sehen und die Regie führt Gavin Hood. Die Verfilmung ist an das 2008 veröffentlichte Buch The Spy Who Tried to Stop a War: Katharine Gun and the Secret Plot to Sanction the Iraq Invasion von Marcia Mitchell angelehnt.